# Druhá vláda Jeana-Marca Ayraulta

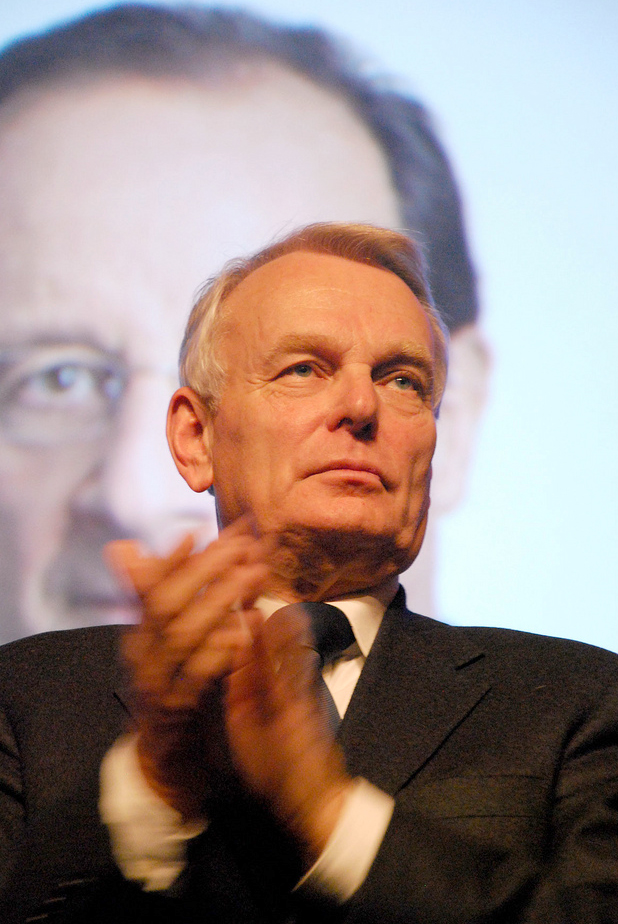
Předseda vlády Jean-Marc Ayrault

Druhá vláda Jeana-Marca Ayraulta byla od 21. června 2012 do 31. března 2014 vládou Francouzské republiky. Vládu tvořili převážně členové Socialistické strany (PS), dále v ní byli zastoupeni nominanti Radikální strany levice (PRG), strany Evropa Ekologie – Zelení (EELV) a jedna bezpartijní ministryně.
Jednalo se v pořadí již o druhou vládu premiéra Jeana-Marca Ayraulta ze Socialistické strany, která zvítězila ve volbách, které se konaly v květnu stejného roku. První vládu sestavil Ayrault již po volbách 16. května, svou funkci však složil 18. června dle tradice země, jako následek jmenování nového prezidenta Françoise Hollanda, který ho recipročně pověřil sestavením nové vlády. Ta se ujala úřadu 21. června. Rozdíly ve složení předchozí a současné vlády nebyly významné, došlo ke změnám pouze na třech postech.
Premiér Ayrault podal demisi po prohře socialistů v komunálních volbách na jaře 2014. Jeho kabinet proto 31. března téhož roku nahradila první vláda Manuela Vallse.

## Složení vlády
| Portfej                                                                  | Ministr                      | Strana | Strana | Nástup do úřadu  | Odchod z úřadu   |
| ------------------------------------------------------------------------ | ---------------------------- | ------ | ------ | ---------------- | ---------------- |
| Předseda vlády                                                           | Jean-Marc Ayrault            |        | PS     | 21. červen 2012  | 31. březen 2014  |
| Ministr zahraničních věcí                                                | Laurent Fabius               |        | PS     | 21. červen 2012  | 31. březen 2014  |
| Ministr školství                                                         | Vincent Peillon              |        | PS     | 21. červen 2012  | 31. březen 2014  |
| Ministryně spravedlnosti                                                 | Christiane Taubirová         |        | PRG    | 21. červen 2012  | 31. březen 2014  |
| Ministr hospodářství a financí                                           | Pierre Moscovici             |        | PS     | 21. červen 2012  | 31. březen 2014  |
| Ministryně sociálních věcí a zdravotnictví                               | Marisol Tourainová           |        | PS     | 21. červen 2012  | 31. březen 2014  |
| Ministryně místního rozvoje a bytové politiky                            | Cécile Duflot                |        | EELV   | 21. červen 2012  | 31. březen 2014  |
| Ministr vnitra                                                           | Manuel Valls                 |        | PS     | 21. červen 2012  | 31. březen 2014  |
| Ministryně zahraničního obchodu                                          | Nicole Bricqová              |        | PS     | 21. červen 2012  | 31. březen 2014  |
| Ministr pro oživení průmyslu                                             | Arnaud Montebourg            |        | PS     | 21. červen 2012  | 31. březen 2014  |
| Ministr/yně životního prostředí, udržitelného rozvoje a energetiky       | Delphine Bathová             |        | PS     | 21. červen 2012  | 2. červenec 2013 |
| Ministr/yně životního prostředí, udržitelného rozvoje a energetiky       | Philippe Martin              |        | PS     | 2. červenec 2013 | 31. březen 2014  |
| Ministr práce, zaměstnanosti, pracovního vzdělávání a sociálního dialogu | Michel Sapin                 |        | PS     | 21. červen 2012  | 31. březen 2014  |
| Ministr obrany                                                           | Jean-Yves Le Drian           |        | PS     | 21. červen 2012  | 31. březen 2014  |
| Ministryně kultury a komunikace                                          | Aurélie Filippettiová        |        | PS     | 21. červen 2012  | 31. březen 2014  |
| Ministryně vysokých škola a výzkumu                                      | Geneviève Fiorasová          |        | PS     | 21. červen 2012  | 31. březen 2014  |
| Ministryně pro rovné příležitosti žen Tisková mluvčí vlády               | Najat Vallaudová-Belkacemová |        | PS     | 21. červen 2012  | 31. březen 2014  |
| Ministr zemědělství a výživy                                             | Stéphane Le Foll             |        | PS     | 21. červen 2012  | 31. březen 2014  |
| Ministryně reforem, decentralizace a veřejných služeb                    | Marylise Lebranchuová        |        | PS     | 21. červen 2012  | 31. březen 2014  |
| Ministr pro zámořské společenství                                        | Victorin Lurel               |        | PS     | 21. červen 2012  | 31. březen 2014  |
| Ministryně živností, obchodu a turistiky                                 | Sylvia Pinelová              |        | PRG    | 21. červen 2012  | 31. březen 2014  |
| Ministryně sportu, mládeže, lidové osvěty a spolků                       | Valérie Fourneyronová        |        | PS     | 21. červen 2012  | 31. březen 2014  |

| Úřad pověřeného ministra                                                 | Pověřený ministr          | Strana | Strana    | Nástup do úřadu | Odchod z úřadu  | Pověřující ministerstvo                                                       |
| ------------------------------------------------------------------------ | ------------------------- | ------ | --------- | --------------- | --------------- | ----------------------------------------------------------------------------- |
| Ministr pro parlamentní vztahy                                           | Alain Vidalies            |        | PS        | 21. červen 2012 | 31. březen 2014 | Předseda vlády                                                                |
| Ministr pro evropské záležitosti                                         | Bernard Cazeneuve         |        | PS        | 21. červen 2012 | 19. březen 2013 | Ministerstvo zahraničních věcí                                                |
| Ministr pro evropské záležitosti                                         | Thierry Repentin          |        | PS        | 19. březen 2013 | 31. březen 2014 | Ministerstvo zahraničních věcí                                                |
| Ministr pro rozvojovou politiku                                          | Pascal Canfin             |        | EELV      | 21. červen 2012 | 31. březen 2014 | Ministerstvo zahraničních věcí                                                |
| Ministryně pro frankofonii                                               | Yamina Benguiguiová       |        | bezp./DVG | 21. červen 2012 | 31. březen 2014 | Ministerstvo zahraničních věcí                                                |
| Ministryně pro Francouze žijící v zahraničí                              | Hélène Conway-Mouret      |        | PS        | 21. červen 2012 | 31. březen 2014 | Ministerstvo zahraničních věcí                                                |
| Ministryně pro školské úspěchy                                           | George Pauová-Langevinová |        | PS        | 21. červen 2012 | 31. březen 2014 | Ministerstvo školství                                                         |
| Ministr pro domácnosti                                                   | Jérôme Cahuzac            |        | PS        | 21. červen 2012 | 19. březen 2013 | Ministerstvo hospodářství a financí                                           |
| Ministr pro domácnosti                                                   | Bernard Cazeneuve         |        | PS        | 19. březen 2013 | 31. březen 2014 | Ministerstvo hospodářství a financí                                           |
| Ministr pro sociální ekonomiku a solidaritu                              | Benoît Hamon              |        | PS        | 21. červen 2012 | 31. březen 2014 | Ministerstvo hospodářství a financí                                           |
| Ministryně pro seniory a péči                                            | Michèle Delaunayová       |        | PS        | 21. červen 2012 | 31. březen 2014 | Ministerstvo sociálních věcí a zdravotnictví                                  |
| Ministryně pro rodinu                                                    | Dominique Bertinottiová   |        | PS        | 21. červen 2012 | 31. březen 2014 | Ministerstvo sociálních věcí a zdravotnictví                                  |
| Ministryně pro tělesně postižené a boji proti segregaci                  | Marie-Arlette Carlottiová |        | PS        | 21. červen 2012 | 31. březen 2014 | Ministerstvo sociálních věcí a zdravotnictví                                  |
| Ministr pro urbanismus                                                   | François Lamy             |        | PS        | 21. červen 2012 | 31. březen 2014 | Ministerstvo místního rozvoje a bytové politiky                               |
| Ministryně pro malé a střední podnikatele, inovace a digitální ekonomiku | Fleur Pellerinová         |        | PS        | 21. červen 2012 | 31. březen 2014 | Ministerstvo pro oživení průmyslu                                             |
| Ministr pro dopravu a přímořské hospodářství                             | Frédéric Cuvillier        |        | PS        | 21. červen 2012 | 31. březen 2014 | Ministerstvo životního prostředí, udržitelného rozvoje a energetiky           |
| Ministr pro vzdělávání zaměstnanců                                       | Thierry Repentin          |        | PS        | 21. červen 2012 | 19. březen 2013 | Ministerstvo práce, zaměstnanosti, pracovního vzdělávání a sociálního dialogu |
| Ministr pro veterány                                                     | Kader Arif                |        | PS        | 21. červen 2012 | 31. březen 2014 | Ministerstvo obrany                                                           |
| Ministr pro výživu                                                       | Guillaume Garot           |        | PS        | 21. červen 2012 | 31. březen 2014 | Ministerstvo zemědělství a výživy                                             |
| Ministryně pro decentralizaci                                            | Anne-Marie Escoffierová   |        | PRG       | 21. červen 2012 | 31. březen 2014 | Ministerstvo reforem, decentralizace a veřejných služeb                       |